# Bisbat de Tuxtepec
El bisbat de Tuxtepec (castellà: Diócesis de Tuxtepec, llatí: Dioecesis Tuxtepecensis) és una seu de l'Església Catòlica a Mèxic, sufragània de l'arquebisbat d'Antequera, i que pertany a la regió eclesiàstica Pacífico-Sur. Al 2014 tenia 738.000 batejats sobre una població de 781.000 habitants. Actualment està regida pel bisbe José Alberto González Juárez.

## Territori
La diòcesi comprèn tot l'estat mexicà d'Oaxaca.
La seu episcopal és la ciutat de San Juan Bautista Tuxtepec, on es troba la catedral de Sant Joan Baptista.
El territori s'estén sobre 6.000 km², i està dividit en 28 parròquies.

## Història
La diòcesi va ser erigida el 8 de gener de 1979 mitjançant la butlla Nuper sacer del Papa Joan Pau II, prenent el territori de la prelatura territorial de Huautla.

## Cronologia episcopal
- José de Jesús Castillo Rentería, M.N.M. † (8 de gener de 1979 - 11 de febrer de 2005 ritirato)
- José Antonio Fernández Hurtado (11 de febrer de 2005 - 26 de setembre de 2014 nomenat arquebisbe de Durango)
- José Alberto González Juárez, des del 6 de juny de 2015

## Estadístiques
A finals del 2014, la diòcesi tenia 738.000 batejats sobre una població de 781.000 persones, equivalent al 94,5% del total.
| any  | població | població | població | sacerdots | sacerdots       | sacerdots       | sacerdots             | diaques | religiosos | religiosos | parròquies |
| ---- | -------- | -------- | -------- | --------- | --------------- | --------------- | --------------------- | ------- | ---------- | ---------- | ---------- |
| any  | batejats | total    | %        | total     | clergat secular | clergat regular | batejats por sacerdot | diaques | homes      | dones      |            |
| 1980 | 470.000  | 500.000  | 94,0     | 15        | 8               | 7               | 31.333                |         | 7          | 18         | 14         |
| 1990 | 576.000  | 630.000  | 91,4     | 25        | 15              | 10              | 23.040                | 8       | 10         | 21         | 17         |
| 1999 | 647.000  | 740.000  | 87,4     | 37        | 24              | 13              | 17.486                | 17      | 14         | 25         | 25         |
| 2000 | 655.000  | 750.000  | 87,3     | 37        | 24              | 13              | 17.702                | 17      | 14         | 26         | 25         |
| 2001 | 615.000  | 700.000  | 87,9     | 39        | 27              | 12              | 15.769                | 17      | 13         | 31         | 25         |
| 2002 | 630.000  | 689.000  | 91,4     | 36        | 26              | 10              | 17.500                | 17      | 10         | 24         | 27         |
| 2003 | 630.000  | 689.000  | 91,4     | 40        | 30              | 10              | 15.750                | 17      | 10         | 31         | 27         |
| 2004 | 660.000  | 700.000  | 94,3     | 43        | 33              | 10              | 15.348                | 17      | 10         | 23         | 27         |
| 2010 | 712.000  | 754.000  | 94,4     | 50        | 39              | 11              | 14.240                | 15      | 13         | 28         | 28         |
| 2014 | 738.000  | 781.000  | 94,5     | 50        | 42              | 8               | 14.760                | 10      | 8          | 26         | 28         |